# منتیل استات
منتیل استات (به انگلیسی: Menthyl acetate) با فرمول شیمیایی C۱۲H۲۲O۲ یک ترکیب شیمیایی با شناسه پاب‌کم ۲۲۰۶۷۴ است. که جرم مولی آن ۱۹۸٫۳ g/mol می‌باشد. 